# Pieter Hintjens

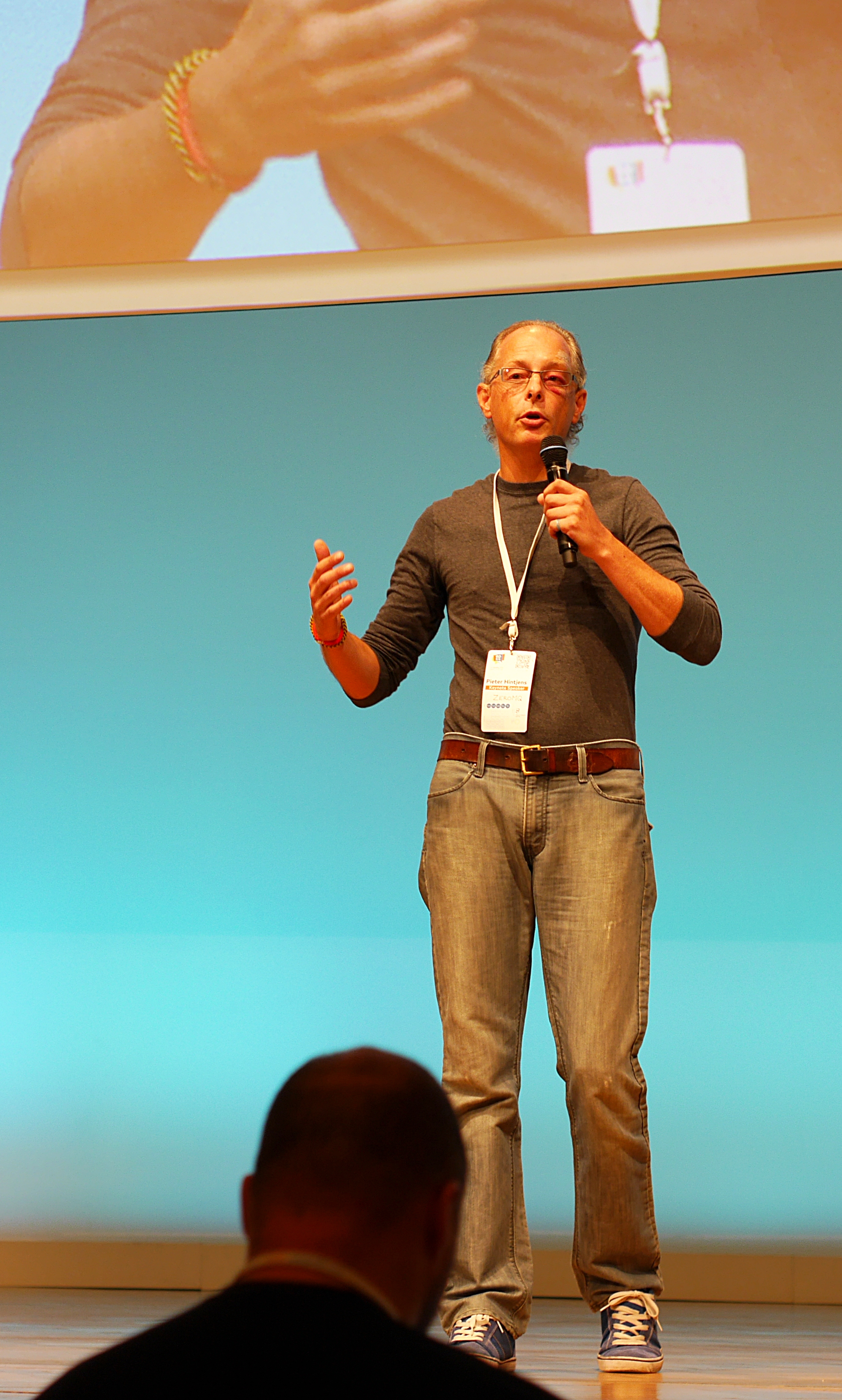
Pieter Hintjens in 2014

Pieter Hintjens (Congo, 3 december 1962 - Brussel, 4 oktober 2016) was een Belgische programmeur en voorzitter van Foundation for a Free Information Infrastructure (FFII). Hij was actief op het vlak van open standaards.  In 2007 werd hij door Managing Intellectual Property magazine omschreven als een van de 50 meest invloedrijke mensen in intellectuele eigendom.

## Biografie
Hij was CEO van iMatix, schreef mee aan het originele Advanced Message Queuing Protocol, was medeoprichter van belangenvereniging "Digital Standards Organization" en editor van RestMS web messaging protocol. Tot 2010 was hij CEO van Wikidot Inc.
In 2010 werd kanker vastgesteld waarvan hij herstelde. In 2016 werd een terminaal cholangiocarcinoom vastgesteld. Hij hield de blog "A Protocol for Dying" bij.
Op 4 oktober 2016 overleed hij op 53-jarige leeftijd.

## Publicaties
Hij schreef ook meerdere boeken over zijn specialiteit.
- 2011 -  ZeroMQ: Messaging for Many Applications
- 2012 - Code Connected Volume 1: Learning ZeroMQ
- 2013 - Culture and Empire: Digital Revolution
- 2015 - Social Architecture: Building On-line Communities